# Chelsea Ricketts
Pour les articles homonymes, voir Ricketts.
Chelsea Ricketts, née le 29 octobre 1989, est une actrice américaine de cinéma et de télévision. Elle a également joué dans le film Crooked Arrows le rôle de Nadie Logan. Elle est originaire de Katy au Texas, et est diplômée en 2008 de Seven Lakes High School.

## Filmographie
| Année | Titre                                                              | Rôle           | Notes                                                    |
| ----- | ------------------------------------------------------------------ | -------------- | -------------------------------------------------------- |
| 2002  | Beyond the Prairie, Part 2: The True Story of Laura Ingalls Wilder | Sarah          | Television film                                          |
| 2004  | Puree                                                              | Sara           | court-métrage                                            |
| 2007  | Missionary Man                                                     | Kiowa          |                                                          |
| 2009  | The Hole                                                           | Whitney        |                                                          |
| 2009  | Waiting Room                                                       | Grace          | court-métrage                                            |
| 2011  | Royal Reunion                                                      | Sarah          | court-métrage                                            |
| 2012  | Crooked Arrows                                                     | Nadie Logan    |                                                          |
| 2013  | Chasing Shakespeare                                                | Venus          | Nominated–American Indian Film Festival for Best Actress |
| 2013  | The Violation                                                      | Tina Dougherty | court-métrage                                            |
| 2013  | April Apocalypse                                                   | Tara           |                                                          |
| 2014  | Lost Time                                                          | Eva Sterling   |                                                          |
| 2014  | Taken Away                                                         | Vikcy          | Television film                                          |

| Année     | Titre                                    | Rôle             | Notes                                       |
| --------- | ---------------------------------------- | ---------------- | ------------------------------------------- |
| 2001      | Mary Lou's Flip Flop Shop                | Chelsea          |                                             |
| 2008      | CSI: Miami                               | Allison O'Conner | Episode: "And How Does That Make You Kill?" |
| 2009      | Grey's Anatomy                           | Jeanie           | Epoisode: "Invasion"                        |
| 2009      | Lincoln Heights                          | Marta Talford    | 3 épisodes                                  |
| 2010      | Melrose Place                            | Caitlin Rogers   | Episode: "Stoner Canyon"                    |
| 2010      | 10 Things I Hate About You               | Britney          | 3 épisodes                                  |
| 2010      | Hot in Cleveland                         | Francesca        | Episode: "The Play's the Thing "            |
| 2010      | Big Time Rush                            | Sasha            | Episode: " Big Time Girlfriends"            |
| 2010      | Zeke and Luther                          | Holly Hendricks  | Episode: "The Bro List"                     |
| 2010      | No Ordinary Family                       | Amy              | Episode: "No Ordinary Mobster"              |
| 2012      | The Killing                              | Tina             | 3 épisodes                                  |
| 2012–2013 | The Secret Life of the American Teenager | Jody             | 4 épisodes                                  |
| 2013      | Perception                               | Young Miranda    | 2 épisodes                                  |
| 2014      | The 4 to 9ers: The Day Crew              | Kristie          | Episode: "Episode #1.5"                     |
| 2014      | True Blood                               | Lucinda          | 3 épisodes                                  |
| 2015      | Scream Queens                            | Amy              | Recurring                                   |
| 2015      | Hawaii Five-0                            | Casey Lehrer     | Hana Keaka "Charade"                        |
| 2017      | Jackals                                  |                  |                                             |

| Année | Titre                   | Rôle | Notes |
| ----- | ----------------------- | ---- | ----- |
| 2015  | Final Fantasy Type-0 HD | Tiz  | Voice |

## Source de la traduction
- (en) Cet article est partiellement ou en totalité issu de l’article de Wikipédia en anglais intitulé « Chelsea Ricketts » (voir la liste des auteurs).